# Joop Odenthal
Johannes Bernardus Odenthal, detto Joop, (Haarlem, 15 marzo 1924 – Neede, 19 gennaio 2005), è stato un calciatore e giocatore di baseball olandese.

## Carriera
A livello calcistico ha giocato, come club, per l'Haarlem e per l'Eschede. Con la Nazionale olandese ha giocato in totale 13 partite, esordendo il 27 ottobre 1951 a Rotterdam contro la Finlandia; nel 1952 è stato convocato per i Giochi Olimpici che si svolgevano a Helsinki, dove è sceso in campo soltanto nella partita giocata contro il Brasile.

## Statistiche

### Cronologia presenze e reti in Nazionale
| Cronologia completa delle presenze e delle reti in nazionale ― Paesi Bassi | Cronologia completa delle presenze e delle reti in nazionale ― Paesi Bassi | Cronologia completa delle presenze e delle reti in nazionale ― Paesi Bassi | Cronologia completa delle presenze e delle reti in nazionale ― Paesi Bassi | Cronologia completa delle presenze e delle reti in nazionale ― Paesi Bassi | Cronologia completa delle presenze e delle reti in nazionale ― Paesi Bassi | Cronologia completa delle presenze e delle reti in nazionale ― Paesi Bassi | Cronologia completa delle presenze e delle reti in nazionale ― Paesi Bassi |
| Data                                                                       | Città                                                                      | In casa                                                                    | Risultato                                                                  | Ospiti                                                                     | Competizione                                                               | Reti                                                                       | Note                                                                       |
| -------------------------------------------------------------------------- | -------------------------------------------------------------------------- | -------------------------------------------------------------------------- | -------------------------------------------------------------------------- | -------------------------------------------------------------------------- | -------------------------------------------------------------------------- | -------------------------------------------------------------------------- | -------------------------------------------------------------------------- |
| 27-10-1951                                                                 | Rotterdam                                                                  | Paesi Bassi                                                                | 4 – 4                                                                      | Finlandia                                                                  | Amichevole                                                                 | -                                                                          |                                                                            |
| 25-11-1951                                                                 | Rotterdam                                                                  | Paesi Bassi                                                                | 6 – 7                                                                      | Belgio                                                                     | Amichevole                                                                 | -                                                                          |                                                                            |
| 14-5-1952                                                                  | Amsterdam                                                                  | Paesi Bassi                                                                | 0 – 0                                                                      | Svezia                                                                     | Amichevole                                                                 | -                                                                          |                                                                            |
| 16-7-1952                                                                  | Turku                                                                      | Paesi Bassi                                                                | 1 – 5                                                                      | Brasile                                                                    | Olimpiadi 1952                                                             | -                                                                          |                                                                            |
| 19-4-1953                                                                  | Amsterdam                                                                  | Paesi Bassi                                                                | 0 – 2                                                                      | Belgio                                                                     | Amichevole                                                                 | -                                                                          |                                                                            |
| 27-9-1953                                                                  | Oslo                                                                       | Norvegia                                                                   | 4 – 0                                                                      | Paesi Bassi                                                                | Amichevole                                                                 | -                                                                          |                                                                            |
| 25-10-1953                                                                 | Rotterdam                                                                  | Paesi Bassi                                                                | 1 – 0                                                                      | Belgio                                                                     | Amichevole                                                                 | -                                                                          |                                                                            |
| 7-3-1954                                                                   | Rotterdam                                                                  | Paesi Bassi                                                                | 1 – 0                                                                      | Inghilterra                                                                | Amichevole                                                                 | -                                                                          |                                                                            |
| 4-4-1954                                                                   | Anversa                                                                    | Belgio                                                                     | 4 – 0                                                                      | Paesi Bassi                                                                | Amichevole                                                                 | -                                                                          |                                                                            |
| 19-5-1954                                                                  | Stoccolma                                                                  | Svezia                                                                     | 6 – 1                                                                      | Paesi Bassi                                                                | Amichevole                                                                 | -                                                                          |                                                                            |
| 30-5-1954                                                                  | Zurigo                                                                     | Svizzera                                                                   | 3 – 1                                                                      | Paesi Bassi                                                                | Amichevole                                                                 | -                                                                          |                                                                            |
| 24-10-1954                                                                 | Anversa                                                                    | Belgio                                                                     | 4 – 3                                                                      | Paesi Bassi                                                                | Amichevole                                                                 | -                                                                          |                                                                            |
| 10-5-1956                                                                  | Rotterdam                                                                  | Paesi Bassi                                                                | 1 – 4                                                                      | Irlanda                                                                    | Amichevole                                                                 | -                                                                          |                                                                            |
| Totale                                                                     |                                                                            | Presenze                                                                   | 13                                                                         |                                                                            | Reti                                                                       | 0                                                                          |                                                                            |